# Óbuda
Óbuda nebo Starý Budín je část obvodu Budapešť III. Odpovídá hlavní části historického samostatného městečka stejného jména, jehož sloučením s Budínem a Peští v roce 1873 vznikla Budapešť.
Ostrov nedaleko této městské části je známý jako místo, kde se pořádá hudební festival Sziget.
Centrum Óbuda tvoří Fő tér (Hlavní náměstí), které je propojeno s malým náměstím se sousoším lidí čekajících na konec deště.